# 天狗のかくれ里
天狗のかくれ里（てんぐのかくれざと）は、2003年から2006年に渡り劇団ふるさときゃらばんが全国で公演したミュージカル。地球温暖化などの環境をテーマとした作品。

## 概要
- 主催：イオン1%クラブ
- 後援：文部科学省、環境省

## 子役オーディション
- 大人の出演者はほぼ劇団ふるさときゃらばんの劇団員の中からの選抜だが、子役の出演者は全国から選抜された。
- 応募資格は小学生だが、公演本番は翌年度のため、出演時の子役は小学2年から中学1年のメンバーになった。
- 書類審査、一次審査、二次審査、三次審査の四回にわたる審査が行われた。
- オーディションでは歌とダンスと演技を披露し審査された。

## スタッフ
- 作・演出 石塚克彦
- 演出助手 天城美枝
- 音楽 寺本建雄
- 振付 小澤薫世、劇団ダンススタッフ
- 照明 田中 暢、林 大輔
- 音響効果 中村美香、福本荘一、福本雅之
- 美術 石塚克彦
- 大道具 かねこ大道具、後藤容孝
- 小道具 税田幸子
- 衣装 小栗綾子
- マスク製作 江川悦子(メイクアップディメンションズ)、神田文祐(メイクアップディメンションズ)
- 映像 高橋英輝
- チーフプロデューサー ひらつか順子
- 制作 大内義信
- 舞監助手 井上敦子、大下健志
- 舞台監督 後藤容孝、ユージン原

## 出演者
- マコト 中川景四(東俳)
- ミ カ 北澤装子
- 大天狗 山田直樹(客演)
- パ パ 大野一夫(客演)
- マ マ 税田幸子
- 勇 次 庄野久友
- 婆ちゃん 石田里花
- モルチン 五城目大五郎
- ツバテン 真壁宗英
- ナイル 内山美穂
- シカゴ 青木愛(客演・若草)
- 猪の長介 庄野久友
- 留 向井正俊(客演・若草)
- トモエ 薫(フリー)
- 八重 三橋寛子
- 辰 大野一夫
- 大木の声 五城目大五郎
- アイ子先生 山下牧子
- 花咲村の学校の先生 三橋寛子

### 下座バンド
- ドラムス・パーカッション・トロンボーン他 上條千尋
- キーボード 条井麻里